# Calyptomyrmex barak
Calyptomyrmex barak é uma espécie de formiga do gênero Calyptomyrmex, pertencente à subfamília Myrmicinae.